# Министерство сельского хозяйства, продовольствия и мореходства Ирландии
Министерство сельского хозяйства, продовольствия и мореходства Ирландии возглавляет министр сельского хозяйства, продовольствия и мореходства.

## Состав команды
- Министр сельского хозяйства, продовольствия и мореходства
  - Государственный министр
- Генеральный секретарь министерства

## Мандат
- консультации по вопросам политики и развития по всем направлениям ведомственной ответственности
- представление на международной арене, особенно в ЕС и на национальных переговорах
- разработка и реализация национальных и европейских схем поддержки сельского хозяйства, продуктов питания, развития сельских районов и сельской местности
- мониторинг и управление аспектами безопасности пищевых продуктов
- контроль и аудит государственных расходов под свой контроль
- регулирование сельского хозяйства и пищевой промышленности на основе национального и европейского законодательств
- мониторинг и контроль здоровья животных и растений
- мониторинг и управление государственных органов, осуществляющих деятельность в следующих областях: подготовка исследований и консультаций, развитие рынка и продвижение по службе, регулирование промышленности и развитие коммерческой деятельности
- непосредственное предоставление услуг по поддержке сельского хозяйства и продовольствия.

## История
Министерство сельского хозяйства было создано на одном из первых заседаний палаты представителей в1919 году с Робертом Бёртоном, как его первым министром сельского хозяйства.
На протяжении многих лет его название менялось несколько раз, однако, роль министерства осталась прежней. Департамент был ранее известен как:
- Министерство сельского хозяйства (1919-1924)
- Министерство земельных ресурсов и сельского хозяйства (1924-1930)
- Министерство сельского хозяйства (1930-1965)
- Министерство сельского хозяйства и рыболовства (1965-1977)
- Министерство сельского хозяйства (1977-1987)
- Министерство сельского хозяйства и продовольствия (1987-1993)
- Департамент сельского хозяйства, продовольствия и лесного хозяйства (1993-1997)
- Министерство сельского хозяйства и продовольствия (1997-1999)
- Министерство сельского хозяйства, продовольствия и сельского развития (1999-2002)
- Министерство сельского хозяйства и продовольствия (2002-2007)
- Министерство сельского хозяйства, рыболовства и продовольствия (2007-2011)
- Министерство сельского хозяйства, продовольствия и мореходства (2011-настоящее время)